# Çotanak Stadyumu
Das Çotanak Stadyumu ist ein Fußballstadion in der türkischen Stadt Giresun, gleichnamige Provinz am Schwarzen Meer, im Nordosten des Landes. Es gehört zum Çotanak Spor Kompleksi, zu dem auch das Schwimmbad Olimpik Yüzme Havuzu mit 1200 Plätzen und Schwimmbecken mit olympischen Maßen, eine Sporthalle sowie ein Trainingsplatz mit Leichtathletikanlage gehört. Es löste das Giresun Atatürk Stadı von 1941 als Heimspielstätte des Fußballvereins Giresunspor ab.

## Geschichte
Der Sportkomplex am Ufer des Aksu Deresi wurde 2013, als Teil eines landesweiten Stadionentwicklungsprogramms, geplant. Der Begriff Çotanak bedeutet Geschälte Haselnuss. Giresun ist unter anderem hauptsächlich als Anbaugebiet für Haselnüsse bekannt. Im Stadtwappen wie im Wappen von Giresunspor sind Haselnüsse vertreten. Am 11. November 2016 begannen die Bauarbeiten. Die Fertigstellung sollte 2018 erreicht werden, doch diese Planungen wurden durch mehrere Verzögerungen verhindert. Zunächst trug das geplante Stadion den Namen Çotanak Arena. Im Mai 2017 verbot Recep Tayyip Erdoğan die Bezeichnung Arena bei allen türkischen Stadien. Anstelle dessen solle man die türkischen Begriffe Stadyumu‎ oder Stadı verwenden.  Der Auftraggeber war die Toplu Konut İdaresi Başkanlığı (TOKİ, deutsch Staatliche Wohnungsbaubehörde). Im Dezember 2020 wurden die notwendigen Formalitäten im Zusammenhang zur Übergabe der Anlage an das Türkiye Cumhuriyeti Gençlik ve Spor Bakanlığı (deutsch Türkisches Ministerium für Jugend und Sport) abgeschlossen. Der Bau kostete 153 Mio. Türkische Lira.
Das Fußballstadion bietet 21.500 Sitzplätze. Sie teilen sich neben den normalen Tribünenplätzen in 1413 V.I.P.- und Lounge-Plätze, 75 behindertengerechte Sitzplätze sowie 76 Plätze für die Pressevertreter. Des Weiteren sind 84 Sitzplätze für das sogenannte Protokoll vorgesehen. Die Plätze verteilen sich auf den doppelstöckigen Rängen auf den Längsseiten sowie den einstöckigen Tribünen hinter den Toren. Darüber liegen verglaste Räumlichkeiten. Auf der Südseite befindet sich dort ein Raum mit Basketballspielfeld. Darüber ist, je Seite, eine Videoanzeigetafel angebracht. Zwischen Ober- und Unterrang auf den Längsseiten befinden sich 49 Logen.  Die Kunststoffsitze sind blockweise in Weiß und Grün auf den Rängen verteilt. Auf dem Unterrang der Gegentribüne ist mit grünen Sitzen der Stadtname dargestellt. Das Spielfeld wurde mit einem Hybridrasen ausgestattet.
Das Stadion geht über sechs Etagen. In den unteren Etagen befinden sich unter anderem Ladengeschäfte. Die Schwimmhalle und das Stadion sind durch eine erhöht gebaute Promenade verbunden. Die zu den Hintertortribünen abfallende Dachkonstruktion des Stadions und der weiteren Bauten ist mit 25.000 m² PVC- und ETFE-Membranen überspannt.  Für das Dach wurden 2815 t Stahl verbaut. Die großen Trägerteile allein wiegen 1790 t. Das Dach wie die Stahlbetonkonstruktion der Tribünen wurden auf Erdbebensicherheit geprüft. Die Stadionfassade ist mit Arkaden versehen, dies verbessert die Belüftung des Stadions. Die Parkplatzfläche bietet Platz für über 1000 Fahrzeuge.
Die erste Partie wurde am 24. Januar 2021 ausgetragen. Giresunspor traf am 18. Spieltag der TFF 1. Lig 2020/21 auf Balıkesirspor und gewann mit 1:0. Erster Torschütze in der neuen Heimat war der senegalesische Stürmer Ibrahima Baldé. Die Begegnung fand, aufgrund der COVID-19-Pandemie, unter Ausschluss der Öffentlichkeit statt.